# Land Rover
 (транскр.  Ланд Ровер) британски је произвођач аутомобила са седиштем у Ковентрију. Налази се у власништву предузећа Jaguar Land Rover (JLR) које је подружница индијског предузећа Tata Motors. Land Rover аутомобили се производе у Бразилу, Кини, Индији, Словачкој и Уједињеном Краљевству. Данас производи искључиво теренске аутомобиле.